# Décès en décembre 2017
Décès
- 2013
- 2014
- 2015
- 2016
- 2017
- 2018
- 2019
- 2020
- 2021

Pour une information complémentaire, voir la page d'aide.

| Date         | Nom                             | Activités                                                                                           | Âge      | Source           |
| ------------ | ------------------------------- | --------------------------------------------------------------------------------------------------- | -------- | ---------------- |
| 1er décembre | Enrico Castellani               | Peintre italien.                                                                                    | 87       | (it)             |
| 1er décembre | Gilbert Chabroux                | Homme politique français.                                                                           | 83       |                  |
| 1er décembre | James Marson                    | Homme politique français.                                                                           | 91       |                  |
| 1er décembre | Fredy Schmidtke                 | Coureur de cyclisme sur piste allemand (RFA), champion aux Jeux olympiques d'été de 1984.           | 56       | (de)             |
| 1er décembre | Abba Siddick                    | Homme politique tchadien.                                                                           | 92       |                  |
| 1er décembre | Uli Vos                         | Joueur de hockey sur gazon allemand (RFA), champion aux Jeux olympiques d'été de 1972.              | 71       | (de)             |
| 2 décembre   | Jean Barthe                     | Joueur français de rugby à XV.                                                                      | 85       |                  |
| 2 décembre   | Ulli Lommel                     | Acteur, scénariste et réalisateur allemand.                                                         | 72       | (en)             |
| 2 décembre   | Nikola Špear                    | Joueur de tennis yougoslave puis serbe.                                                             | 73       | (hu)             |
| 3 décembre   | John Anderson                   | Homme politique américain.                                                                          | 95       | (en)             |
| 3 décembre   | Adam Darius                     | Danseur, mime, écrivain et chorégraphe américain.                                                   | 87       | (en)             |
| 3 décembre   | Paul Genève                     | Athlète de fond français.                                                                           | 92       |                  |
| 3 décembre   | Patrick Henry                   | Criminel français.                                                                                  | 64       |                  |
| 4 décembre   | Armenak Alachachian             | Basketteur soviétique puis arménien, médaillé d'argent aux Jeux olympiques d'été de 1964.           | 86       | (en)             |
| 4 décembre   | Robert Alt                      | Bobeur suisse, champion aux Jeux olympiques d'hiver de 1956.                                        | 90       |                  |
| 4 décembre   | Mitch Fadden                    | Joueur canadien de hockey sur glace.                                                                | 29       | (en)             |
| 4 décembre   | Henning Jensen                  | Footballeur danois.                                                                                 | 68       |                  |
| 4 décembre   | Shashi Kapoor                   | Acteur et producteur indien.                                                                        | 79       | (en)             |
| 4 décembre   | Christine Keeler                | Mannequin et danseuse britannique.                                                                  | 75       | (en)             |
| 4 décembre   | Manuel Marín                    | Homme politique espagnol.                                                                           | 68       | (es)             |
| 4 décembre   | Jean-François Parent            | Architecte et homme politique français.                                                             | 87       |                  |
| 4 décembre   | Gregory Rigters                 | Footballeur surinamais.                                                                             | 32       | (nl)             |
| 4 décembre   | Ali Abdallah Saleh              | Homme d'État yéménite. Président de la République de 1990 à 2012.                                   | 70-75    | (en)             |
| 4 décembre   | Carles Santos Ventura           | Musicien, pianiste, photographe, poète, réalisateur et compositeur espagnol.                        | 77       | (es)             |
| 5 décembre   | August Ames                     | Actrice pornographique canadienne.                                                                  | 23       | (en)             |
| 5 décembre   | Michel Dighneef                 | Homme politique belge wallon.                                                                       | 80       |                  |
| 5 décembre   | Jean d'Ormesson                 | Journaliste, écrivain et philosophe français, membre de l'Académie française.                       | 92       |                  |
| 5 décembre   | Victor Fontana                  | Homme politique brésilien.                                                                          | 101      | (pt)             |
| 5 décembre   | Johnny Hallyday                 | Chanteur, musicien et acteur français.                                                              | 74       |                  |
| 5 décembre   | Jean Lanfranchi                 | Footballeur français devenu entraîneur.                                                             | 94       |                  |
| 5 décembre   | Claude Martin                   | Rameur d'aviron français, médaillé d'argent aux Jeux olympiques d'été de 1960.                      | 87       |                  |
| 5 décembre   | Ron Meyer                       | Entraîneur américain de football américain.                                                         | 76       | (en)             |
| 5 décembre   | Michel Ier                      | Ex-roi de Roumanie (de 1927 à 1930 puis de 1940 à 1947), puis prétendant au trône (de 1947 à 2016). | 96       |                  |
| 5 décembre   | Cristina Nicolau                | Athlète de triple sauts roumaine.                                                                   | 40       | (ro)             |
| 5 décembre   | René Passeron                   | Peintre, essayiste et historien de l'art français                                                   | 97       |                  |
| 5 décembre   | Jacky Simon                     | Footballeur français.                                                                               | 76       |                  |
| 6 décembre   | Juan Luis Buñuel                | Réalisateur et scénariste français.                                                                 | 83       |                  |
| 6 décembre   | William H. Gass                 | Écrivain américain.                                                                                 | 93       |                  |
| 6 décembre   | George E. Killian               | Entraîneur et dirigeant sportif de basket-ball américain. Président de la FIBA de 1990 à 1998.      | 93       | (en)             |
| 6 décembre   | Judith Miller                   | Philosophe et psychanalyste française.                                                              | 76       |                  |
| 6 décembre   | Cyrus Young                     | Athlète américain, champion aux Jeux olympiques d'été de 1952.                                      | 89       | (en)             |
| 7 décembre   | Philippe Maystadt               | Homme politique belge.                                                                              | 69       |                  |
| 7 décembre   | Sunny Murray                    | Batteur de jazz américain.                                                                          | 81       |                  |
| 7 décembre   | Steve Reevis                    | Acteur américain.                                                                                   | 55       | (en)             |
| 8 décembre   | Josy Eisenberg                  | Rabbin, producteur, réalisateur et présentateur de télévision français.                             | 83       |                  |
| 9 décembre   | Leonid Bronevoï                 | Acteur soviétique puis russe.                                                                       | 88       | (ru)             |
| 9 décembre   | Ching Li                        | Actrice chinoise.                                                                                   | 72       | (sg)             |
| 9 décembre   | Dominique Dufoix                | Footballeur français.                                                                               | 67       |                  |
| 9 décembre   | Benjamin Massing                | Footballeur camerounais.                                                                            | 55       |                  |
| 9 décembre   | Tom Zenk                        | Catcheur américain.                                                                                 | 59       | (en)             |
| 9 décembre   | Marianne Épin                   | Actrice et metteur en scène française.                                                              | 65       |                  |
| 10 décembre  | Manno Charlemagne               | Auteur-compositeur-interprète et homme politique haïtien.                                           | 69       |                  |
| 10 décembre  | Max Clifford                    | Journaliste anglais.                                                                                | 74       | (en)             |
| 10 décembre  | René Cruse                      | Militant pacifiste et écrivain français.                                                            | 95       |                  |
| 10 décembre  | François Régis Hutin            | Journaliste et patron de presse français.                                                           | 88       |                  |
| 10 décembre  | Ray Kassar                      | Homme d'affaires américain.                                                                         | 89       | (en)             |
| 10 décembre  | Viktor Potapov                  | Skipper soviétique, médaillé de bronze aux Jeux olympiques d'été de 1972.                           | 70       | (ru)             |
| 10 décembre  | Joël Sarlot                     | Homme politique français.                                                                           | 71       |                  |
| 10 décembre  | Ivan Stoyanov                   | Footballeur bulgare.                                                                                | 68       | (bg)             |
| 10 décembre  | Zarley Zalapski                 | Joueur de hockey sur glace canado-suisse.                                                           | 49       |                  |
| 11 décembre  | Keith Chegwin                   | Acteur britannique.                                                                                 | 60       | (en)             |
| 11 décembre  | Jean-François Coatmeur          | Écrivain français.                                                                                  | 92       |                  |
| 11 décembre  | Charles Robert Jenkins          | Militaire de l'Armée de terre américain.                                                            | 77       | (en)             |
| 11 décembre  | Walter Mafli                    | peintre suisse.                                                                                     | 102      |                  |
| 12 décembre  | Edwin M. Lee                    | Homme politique américain.                                                                          | 65       | (en)             |
| 12 décembre  | Alphonsus Liguori Penney        | Prélat de l'Église catholique canadien.                                                             | 93       | (en)             |
| 12 décembre  | Aharon Leib Shteinman           | Rabbin israélien.                                                                                   | 104      |                  |
| 13 décembre  | Yurizan Beltran                 | Actrice américaine de films pornographiques.                                                        | 31       | (en)             |
| 13 décembre  | Simon Dickie                    | Rameur d'aviron néo-zélandais, champion et médaillé de bronze olympique (1968, 1972, 1976).         | 66       | (en)             |
| 13 décembre  | Bruce Gray                      | Acteur canadien.                                                                                    | 81       | (en)             |
| 13 décembre  | Gilbert Meynier                 | Historien français.                                                                                 | 75       |                  |
| 13 décembre  | Tommy Nobis                     | Joueur américain de football américain.                                                             | 74       | (en)             |
| 13 décembre  | Martin Ransohoff                | Producteur américain de cinéma et de télévision.                                                    | 90       | (en)             |
| 13 décembre  | Andrée Sarkozy                  | Mère de l'ex-président Nicolas Sarkozy.                                                             | 92       |                  |
| 13 décembre  | Michelle Vian                   | Traductrice et poétesse française.                                                                  | 97       |                  |
| 13 décembre  | Charles Zentai                  | Militaire hongrois et accusé de crimes contre l'humanité.                                           | 96       | (en)             |
| 14 décembre  | Ákos Császár                    | Mathématicien hongrois.                                                                             | 93       | (hu)             |
| 14 décembre  | Hubert Damisch                  | Philosophe français.                                                                                | 89       |                  |
| 14 décembre  | Louis-Paul Neveu                | Agent d'assurance et homme politique canadien.                                                      | 86       |                  |
| 14 décembre  | Karl-Erik Nilsson               | Lutteur suédois, champion et médaillé de bronze olympique (1948, 1952, 1956).                       | 95       | (sv)             |
| 14 décembre  | Robert Charles Sproul           | Théologien américain.                                                                               | 78       | (en)             |
| 14 décembre  | Lones Wigger                    | Tireur américain, champion et médaillé d'argent olympique (1964, 1972).                             | 80       | (en)             |
| 14 décembre  | Tamio Ōki                       | Seiyū et narrateur japonais.                                                                        | 89       | (ja)             |
| 15 décembre  | Darlanne Fluegel                | Actrice américaine.                                                                                 | 64       | (en)             |
| 15 décembre  | Erling Linde Larsen             | Footballeur international danois.                                                                   | 86       |                  |
| 15 décembre  | Kazimierz Piechowski            | Prisonnier polonais des camps de concentration nazis.                                               | 98       | (en)             |
| 15 décembre  | Bernard Sherman (en)            | Milliardaire canadien.                                                                              | 75       |                  |
| 15 décembre  | Freddy Van Gaever               | Homme politique belge flamand.                                                                      | 79       |                  |
| 15 décembre  | Ana María Vela Rubio            | Supercentenaire espagnole.                                                                          | 116      | (es)             |
| 16 décembre  | Leonard Ceglarski               | Joueur américain de hockey sur glace, médaillé d'argent aux Jeux olympiques d'hiver de 1952.        | 91       | (en)             |
| 16 décembre  | Sharon Laws                     | Coureuse cycliste britannique.                                                                      | 43       | (en)             |
| 16 décembre  | René Lenoir                     | Homme politique français.                                                                           | 90       |                  |
| 16 décembre  | Jean-Michel Parasiliti dit Para | Héritier du trône d’Araucanie et de Patagonie.                                                      | 75       |                  |
| 16 décembre  | Michael Prophet                 | Chanteur de reggae jamaïcain.                                                                       | 60       | (it)             |
| 16 décembre  | Keely Smith                     | Chanteuse américaine de jazz.                                                                       | 89       | (en)             |
| 16 décembre  | Z'EV                            | Poète sonore et mystique américain.                                                                 | 66       | (pl)             |
| 17 décembre  | Guy Besse                       | Homme politique français, sénateur de l'Indre.                                                      | 91       |                  |
| 17 décembre  | Pavel Brázda                    | Peintre tchèque.                                                                                    | 91       | (cs)             |
| 17 décembre  | Kjell Grede                     | Réalisateur suédois.                                                                                | 81       | (no)             |
| 17 décembre  | Francesco Leonetti              | Écrivain et poète italien.                                                                          | 93       | (it)             |
| 17 décembre  | Kevin Mahogany                  | Chanteur de jazz américain.                                                                         | 59       | (en)             |
| 17 décembre  | Gueorgui Natanson               | Réalisateur russe.                                                                                  | 96       | (ru)             |
| 17 décembre  | Claude Pierre-Brossolette       | Haut fonctionnaire français.                                                                        | 89       |                  |
| 18 décembre  | Jean Breton                     | Journaliste météo français, voix emblématique de la station de radio RTL entre 1963 et 2000.        | 81       |                  |
| 18 décembre  | Wolf C. Hartwig                 | Producteur de cinéma allemand.                                                                      | 98       | (de)             |
| 18 décembre  | Mamie Johnson                   | Infirmière américaine.                                                                              | 82       | (en)             |
| 18 décembre  | Jonghyun                        | Chanteur, danseur et parolier sud-coréen.                                                           | 27       | (en)             |
| 18 décembre  | Altero Matteoli                 | Homme politique italien.                                                                            | 77       | (it)             |
| 18 décembre  | Georges Othily                  | Écrivain et homme politique français, sénateur de la Guyane.                                        | 73       |                  |
| 18 décembre  | Ana Enriqueta Terán             | Poétesse vénézuélienne.                                                                             | 99       | (es)             |
| 18 décembre  | Yves Trudeau                    | Sculpteur canadien.                                                                                 | 87       |                  |
| 19 décembre  | Clifford Irving                 | Journaliste d'investigation et écrivain américain.                                                  | 87       | (en)             |
| 19 décembre  | Lona Rietschel                  | Auteure de bande dessinée est-allemande.                                                            | 84       | (de)             |
| 19 décembre  | Peter Terry                     | Haut commandant britannique de la Royal Air Force.                                                  | 91       | (en)             |
| 19 décembre  | Richard Venture                 | Acteur américain.                                                                                   | 94       | (en)             |
| 20 décembre  | Muhammad Mustafa Al-A'zami      | Érudit musulman.                                                                                    | 87       |                  |
| 20 décembre  | Archie Duncan                   | Historien écossais.                                                                                 | 91       |                  |
| 20 décembre  | Annie Goetzinger                | Dessinatrice française.                                                                             | 66       |                  |
| 20 décembre  | Jean-Jacques Guyon              | Cavalier français, champion aux Jeux olympiques d'été de 1968.                                      | 85       |                  |
| 20 décembre  | Bernard Law                     | Cardinal américain.                                                                                 | 86       | (en)             |
| 20 décembre  | Stan Pilecki                    | Joueur de rugby australien.                                                                         | 70       | (en)             |
| 20 décembre  | Randolph Quirk                  | Linguiste et homme politique britannique.                                                           | 97       | (en)             |
| 20 décembre  | Hervé de Kerret                 | Physicien français.                                                                                 | 70       |                  |
| 21 décembre  | Ken Catchpole                   | Joueur australien de rugby à XV.                                                                    | 78       | (en)             |
| 21 décembre  | Chū Ishikawa                    | Compositeur et musicien japonais.                                                                   | 50 ou 51 |                  |
| 21 décembre  | Dominic Frontiere               | Compositeur et producteur américain.                                                                | 86       | (en)             |
| 21 décembre  | Bruce McCandless II             | Astronaute américain.                                                                               | 80       | (en)             |
| 21 décembre  | Roswell Rudd                    | Trompettiste et compositeur de jazz américain.                                                      | 82       | (en)             |
| 21 décembre  | Jerry Yellin                    | Pilote américain ayant effectué le tout dernier raid de la Seconde Guerre mondiale.                 | 94       |                  |
| 21 décembre  | Mona Sulaiman                   | Athlète philippine                                                                                  | 75       |                  |
| 22 décembre  | Gerald B. Greenberg             | Monteur américain.                                                                                  | 81       | (en)             |
| 22 décembre  | Jason Lowndes                   | Coureur cycliste australien.                                                                        | 23       |                  |
| 23 décembre  | Manolo Bolognini                | Producteur de cinéma italien.                                                                       | 92       | (it)             |
| 23 décembre  | Pierre Debauche                 | Comédien, metteur en scène, poète et directeur de théâtre franco-belge.                             | 87       |                  |
| 23 décembre  | Lucia Mirisola                  | Costumière et décoratrice de cinéma italienne                                                       | 89       | (it)             |
| 23 décembre  | Neftalí Rivera                  | Basketteur portoricain.                                                                             | 69       | (en)             |
| 24 décembre  | Jacques Chérèque                | Syndicaliste français.                                                                              | 89       |                  |
| 24 décembre  | Jimmie C. Holland               | Psychiatre américain.                                                                               | 89       | (en)             |
| 24 décembre  | Mária Littomeritzky             | Nageuse hongroise, championne aux Jeux olympiques d'été de 1952.                                    | 90       | (hu)             |
| 24 décembre  | Heather Menzies                 | Actrice et scénariste canadienne.                                                                   | 68       | (en)             |
| 24 décembre  | Andreï Zalizniak                | Linguiste soviétique puis russe.                                                                    | 82       | (ru)             |
| 25 décembre  | Vladimir Chaïnski               | Compositeur soviétique puis russe.                                                                  | 92       | (ru)             |
| 25 décembre  | Claude Haldi                    | Pilote automobile suisse.                                                                           | 75       |                  |
| 25 décembre  | Alain Lottin                    | Historien français.                                                                                 | 82       |                  |
| 25 décembre  | Renato Marchiaro                | Footballeur italien.                                                                                | 98       | (it)             |
| 25 décembre  | Maudy Piot                      | Militante française pour la cause des femmes handicapées.                                           | 76       |                  |
| 25 décembre  | Willie Toweel                   | Boxeur sud-africain, médaillé de bronze aux Jeux olympiques d'été de 1952.                          | 83       | (en)             |
| 26 décembre  | Shahnon Ahmad                   | Écrivain malaisien.                                                                                 | 84       | (en)             |
| 26 décembre  | Maurice Borrmans                | Prêtre et islamologue français.                                                                     | 92       |                  |
| 26 décembre  | Johnny Bower                    | Joueur canadien de hockey sur glace.                                                                | 93       |                  |
| 26 décembre  | Gerd Cintl                      | Rameur d'aviron allemand (Équipe unifiée d'Allemagne), champion aux Jeux olympiques d'été de 1960.  | 79       | (de)             |
| 26 décembre  | Asa Lanova                      | Danseuse étoile et écrivaine suissesse.                                                             | 85       |                  |
| 26 décembre  | Gualtiero Marchesi              | Chef cuisinier italien.                                                                             | 87       |                  |
| 26 décembre  | Philippe Rondot                 | Général de division français.                                                                       | 81       |                  |
| 27 décembre  | Ben Barres                      | Neurobiologiste américain.                                                                          | 63       | (en)             |
| 27 décembre  | Fernando Birri                  | Réalisateur et scénariste argentin.                                                                 | 92       |                  |
| 27 décembre  | Serge Bourrier                  | Comédien français                                                                                   | 85       |                  |
| 27 décembre  | Osvaldo Fattori                 | Footballeur italien.                                                                                | 95       | (it)             |
| 27 décembre  | Thomas Hunter                   | Acteur et scénariste américain.                                                                     | 85       | (en)             |
| 27 décembre  | Bouna Medoune Seye              | Cinéaste sénégalais.                                                                                | 61       |                  |
| 28 décembre  | Sue Grafton                     | Écrivaine américaine.                                                                               | 77       | (en)             |
| 28 décembre  | Normand Grimard                 | Avocat et homme politique canadien.                                                                 | 92       |                  |
| 28 décembre  | Jean-François Hory              | Homme politique français.                                                                           | 68       |                  |
| 28 décembre  | Guy Joron                       | Homme politique canadien.                                                                           | 77       |                  |
| 28 décembre  | Ronit Matalon                   | Écrivaine israélienne.                                                                              | 58       |                  |
| 28 décembre  | Rose Marie                      | Actrice américaine.                                                                                 | 94       | (en)             |
| 28 décembre  | Stanisław Terlecki              | Footballeur polonais.                                                                               | 62       | (pl)             |
| 28 décembre  | Mamoudou Touré                  | Économiste sénégalais.                                                                              | 89       |                  |
| 29 décembre  | Avoine                          | Dessinateur français.                                                                               | 78       |                  |
| 29 décembre  | Peggy Cummins                   | Actrice britannique.                                                                                | 92       | (en)             |
| 29 décembre  | Carmen Franco y Polo            | Duchesse espagnole, fille du Caudillo.                                                              | 91       |                  |
| 29 décembre  | Pedro Osinaga (es)              | Acteur espagnol.                                                                                    | 81       | (es)             |
| 29 décembre  | John Portman                    | Architecte et promoteur immobilier américain.                                                       | 93       | (en)             |
| 29 décembre  | Lawrence Stager                 | Archéologue, historien et professeur américain.                                                     | 74       | (en)             |
| 30 décembre  | Michèle Abraham                 | Animatrice de radio française.                                                                      |          | [réf. souhaitée] |
| 30 décembre  | Omar Khlifi                     | Réalisateur tunisien                                                                                | 83       |                  |
| 30 décembre  | Jonathan Z. Smith               | Historien américain des religions.                                                                  | 79       | (en)             |
| 30 décembre  | Bernd Spier                     | Chanteur allemand.                                                                                  | 73       | (de)             |
| 30 décembre  | Gyöngyi Szalay-Horváth          | Escrimeuse hongroise, médaillée de bronze aux Jeux olympiques d'été de 1996.                        | 49       | (hu)             |
| 31 décembre  | Richard Cousins (en)            | Homme d'affaires britannique, président-directeur général de Compass Group.                         | 58       |                  |
| 31 décembre  | Clément Fecteau                 | Prélat catholique canadien.                                                                         | 84       |                  |
| 31 décembre  | Frédéric Forte                  | Joueur et entraîneur français de basket-ball.                                                       | 47       |                  |
| 31 décembre  | Anatole Koué                    | Footballeur, dirigeant sportif, homme politique centrafricain.                                      | 56       |                  |
| 31 décembre  | Aravind Joshi                   | Linguiste en informatique indien.                                                                   | 88       | (en)             |
| 31 décembre  | François d'Orléans              | Aristocrate français.                                                                               | 56       |                  |